# Філіпп Вольшайд
Філіпп Вольшайд (нім. Philipp Wollscheid, нар. 6 березня 1989, Вадерн) — німецький футболіст, що грав на позиції захисника.
Насамперед відомий виступами за «Нюрнберг», «Баєр 04» та «Сток Сіті».

## Клубна кар'єра
Народився 6 березня 1989 року в місті Вадерні. Вихованець місцевих юнацьких команд «Моршольц», «Вадріль», «Прімсталь» та «Носвендель-Вадерн».
У дорослому футболі дебютував 2007 року виступами за команду клубу «Рот-Вайсс Газборн-Даутвайлер», в якій провів один сезон, взявши участь у 18 матчах чемпіонату. Протягом 2008—2009 років захищав кольори команди клубу «Саарбрюкен».
Своєю грою за останню команду привернув увагу представників тренерського штабу клубу «Нюрнберг», до складу якого приєднався 2009 року. Протягом 2009—2012 років відіграв за головну команду «Нюрнберга» 52 матчі, також провів за цей час 40 ігор у складі команди дублерів нюрнберзького клубу.
Протягом 2012–2014 років грав за леверкузенський «Баєр 04», звідки віддавався в оренду до «Майнц 05», а згодом до англійського «Сток Сіті». У травні 2015 року англійці скористалися опцією викупу контракту гравця. Німецький гравець був ключовою фігурою у захисти «гончарів» протягом сезону 2015/16, однак з наступного року втратив місце у складі і був відданий в оренду на батьківщину до «Вольфсбурга».
Влітку 2017 року його контракт зі «Стоком» було розірвано за згодою сторін, і він приєднався до французького «Меца» на правах вільного агента. У цьому клубі провів декілька матчів за другу команду, після чого на початку 2018 залишив і його. Фактично завершив професійну кар'єру у 28-річному віці.

## Виступи за збірну
2010 року залучався до складу молодіжної збірної Німеччини.
На молодіжному рівні зіграв в одному офіційному матчі. 2013 року провів дві гри за національну збірну Німеччини.